# Resolució 2066 del Consell de Seguretat de les Nacions Unides
La Resolució 2066 del Consell de Seguretat de les Nacions Unides fou adoptada per unanimitat el 17 de setembre de 2012. Després de reafirmar les resolucions sobre Libèria, el Consell va ampliar el mandat de la Missió de les Nacions Unides a Libèria (UNMIL) durant un any fins al 30 de setembre de 1933, així com una modificació de la seva composició, reduint el nombre de soldats en 1.900 i reforçant el de policies en 420 efectius.

## Detalls
El Consell va assenyalar que Libèria era la principal responsable de la seva pròpia seguretat i que el govern havia d'establir les seves prioritats a l'hora d'implementar els recursos disponibles. El paper de la UNMIL era ajudar a preservar la pau i protegir la població, així com a la construcció de la policia liberiana. La delinqüència continuava sent un problema important, a causa de la inestabilitat a la veïna Costa d'Ivori.
El Consell va aprovar que quatre dels set batallons d'infanteria de la UNMIL haurien de retirar-se en tres fases abans de 2015. Es va instruir al Secretari General de les Nacions Unides que retirés 1.900 homes en una primera fase abans de setembre de 2013. Alhora a decidir enfortir el component policial de la força de pau amb tres unitats, o 420 efectius, augmentant fins a deu unitats amb un total 1.795 efectius. La primera unitat havia d'estar disponible fins al gener de 2013 a tot tardar.